# Ешмор (Іллінойс)
Ешмор (англ. Ashmore) — селище (англ. village) в США, в окрузі Коулс штату Іллінойс. Населення — 637 осіб (2020).

## Географія
Ешмор розташований за координатами 39°31′50″ пн. ш. 88°1′13″ зх. д. / 39.53056° пн. ш. 88.02028° зх. д. (39.530510, -88.020214).  За даними Бюро перепису населення США в 2010 році селище мало площу 2,17 км², уся площа — суходіл.

## Демографія
Згідно з переписом 2010 року, у селищі мешкало 785 осіб у 311 домогосподарстві у складі 218 родин. Густота населення становила 362 особи/км².  Було 337 помешкань (155/км²).
Расовий склад населення:
| - 97,3 % — білих - 0,9 % — чорних або афроамериканців - 0,4 % — азіатів - 0,3 % — корінних американців |

До двох чи більше рас належало 1,0 %. Частка іспаномовних становила 0,3 % від усіх жителів.
За віковим діапазоном населення розподілялося таким чином: 24,8 % — особи молодші 18 років, 63,2 % — особи у віці 18—64 років, 12,0 % — особи у віці 65 років та старші. Медіана віку мешканця становила 37,1 року. На 100 осіб жіночої статі у селищі припадало 101,3 чоловіків;  на 100 жінок у віці від 18 років та старших — 101,4 чоловіків також старших 18 років.
Середній дохід на одне домашнє господарство  становив 59 095 доларів США (медіана — 51 902), а середній дохід на одну сім'ю — 64 677 доларів (медіана — 58 125). За межею бідності перебувало 12,3 % осіб, у тому числі 19,7 % дітей у віці до 18 років та 9,4 % осіб у віці 65 років та старших.
Цивільне працевлаштоване населення становило 423 особи. Основні галузі зайнятості: освіта, охорона здоров'я та соціальна допомога — 29,1 %, виробництво — 17,3 %, роздрібна торгівля — 9,5 %, сільське господарство, лісництво, риболовля — 8,3 %.